# دنكان فوربس
دنكان فوربس (بالإنجليزية: Duncan Forbes)‏ (28 أفريل 1798 - 17 أوت 1868) كان لغويا ومؤرخ شطرنج اسكتلنديا.

## حياته
ولد في كينارد ببيرثشير وكفله جده بعد أن هاجر والداه وأخوه الأصغر إلى الولايات المتحدة وبقي غير متعلم حتى سن 13، ولم يظهر أي نباغة مبكرة في اللغة ولكن رغم تأخر انطلاقته فقد عين في سن 17 سنة مدرسا في مدرسة ستراكلوك.
وبعد ذلك بقليل درس في مدرسة كيركمايكل وبعدها كلية بيرث للنحو في جامعة سانت أندروز ليتخرج منها بشهادة الماستر، في 1823 أخذ منصبا في أكادمية كلكتا وبسبب تدهور صحته أجبر على العودة إلى أروبا في 1826، وسنة 1837 أصبح بروفيسورا في اللغات الشرقية بكلية كينجز لندن وبقي في منصبه ذلك حتى تقاعده سنة 1861، وخلال وقته في كلية كينجز لندن عمل كذلك في المتحف البريطاني وكان يفهرس مجموعات المخطوطات الفارسية .
خلال حياته عمل على العديد من الكتب وقد اشتهر بسبب ذلك، وكانت له يد في ترجمة وتحرير العديد من الكتب الأردية والباكستانية والعربية بما فيها ترجمة قصة الدراويش الأربعة (والتي ترجمت بذاتها من قصيدة أمير خسرو الفارسية) وكذلك ترجمة مغامرة حاتم الطائي من الفارسية.
كما ألف كتاب تاريخ الشطرنج (1860) وفيه طرح نظريته حول أصل الشطرنج التي تسمى نظرية كوكس فوربس.

## كتب
من أهم أعماله:
- Observations on the origin and progress of Chess (1835)
- The History of Chess (1860)
- A New Persian Grammar (1828)
- An Essay on the origin and structure of the Hindostanee Tongue (1828)
- The Hindustani Manual (1845)
- A grammar of the Hindustani Language (1846)
- A dictionary Hindustani and English (1848)
- A Grammar of the Bengali Language (1861)
- A grammar of the Arabic Language (1863)
- Arabic reading Lessons (1864).

## روابط خارجية
- مؤلفات Duncan Forbes في مشروع غوتنبرغ
- أعمال أو نبذة عن دنكان فوربس على أرشيف الإنترنت
- أعمال دنكان فوربس في ليبري فوكس
- Bagh o Bahar, or Tales of the Four Darweshes